# Coelotes arganoi
Coelotes arganoi är en spindelart som beskrevs av Brignoli 1978. Coelotes arganoi ingår i släktet Coelotes och familjen mörkerspindlar.
Artens utbredningsområde är Turkiet. Inga underarter finns listade i Catalogue of Life.